# 維多利亞 (堪薩斯州)
維多利亞（英語：Victoria）是一個位於美國堪薩斯州埃利斯縣的城市。

## 地方資料
根據2020年美國人口普查的數據，維多利亞的面積為1.55平方千米，當中陸地面積為1.55平方千米，而水域面積為0.00平方千米。當地共有人口170人，而人口密度為每平方千米109.68人。